# سانتاکین (یوتا)
سانتاکین (به انگلیسی: Santaquin) شهری در ایالت یوتا کشور ایالات متحده آمریکا است که جمعیت آن در سرشماری سال ۲۰۱۰ میلادی، ۹٬۱۲۸ نفر بوده‌است.